# Gilserberg
Gilserberg è un comune tedesco di 2 951 abitanti situato nel land dell'Assia.